# Witzenberg
Witzenberg (officieel Witzenberg Plaaslike Munisipaliteit) is een gemeente in het Zuid-Afrikaanse district Kaapse Wynland.
Witzenberg ligt in de provincie West-Kaap en telt 115.946 inwoners.

## Hoofdplaatsen
Witzenberg is op zijn beurt nog eens verdeeld in vijf hoofdplaatsen (Afrikaans: nedersettings) en de hoofdstad van de gemeente is de hoofdplaats Ceres.
- Ceres
- Prince Alfred Hamlet
- Op-die-Berg
- Tulbagh
- Wolseley

## Partners
Sinds 2002 heeft Witzenberg een officiële stedenbandovereenkomst met de Belgische gemeente Essen. De samenwerking tussen de twee gemeenten concentreert zich op ontwikkelingsprogramma's in de kwetsbare gebieden. De programma's richten zich op de jeugd (werkloosheid en zinvolle vrijetijdsbesteding), lokale economie en milieu.